# 九州大学大学院数理学研究院・大学院数理学府

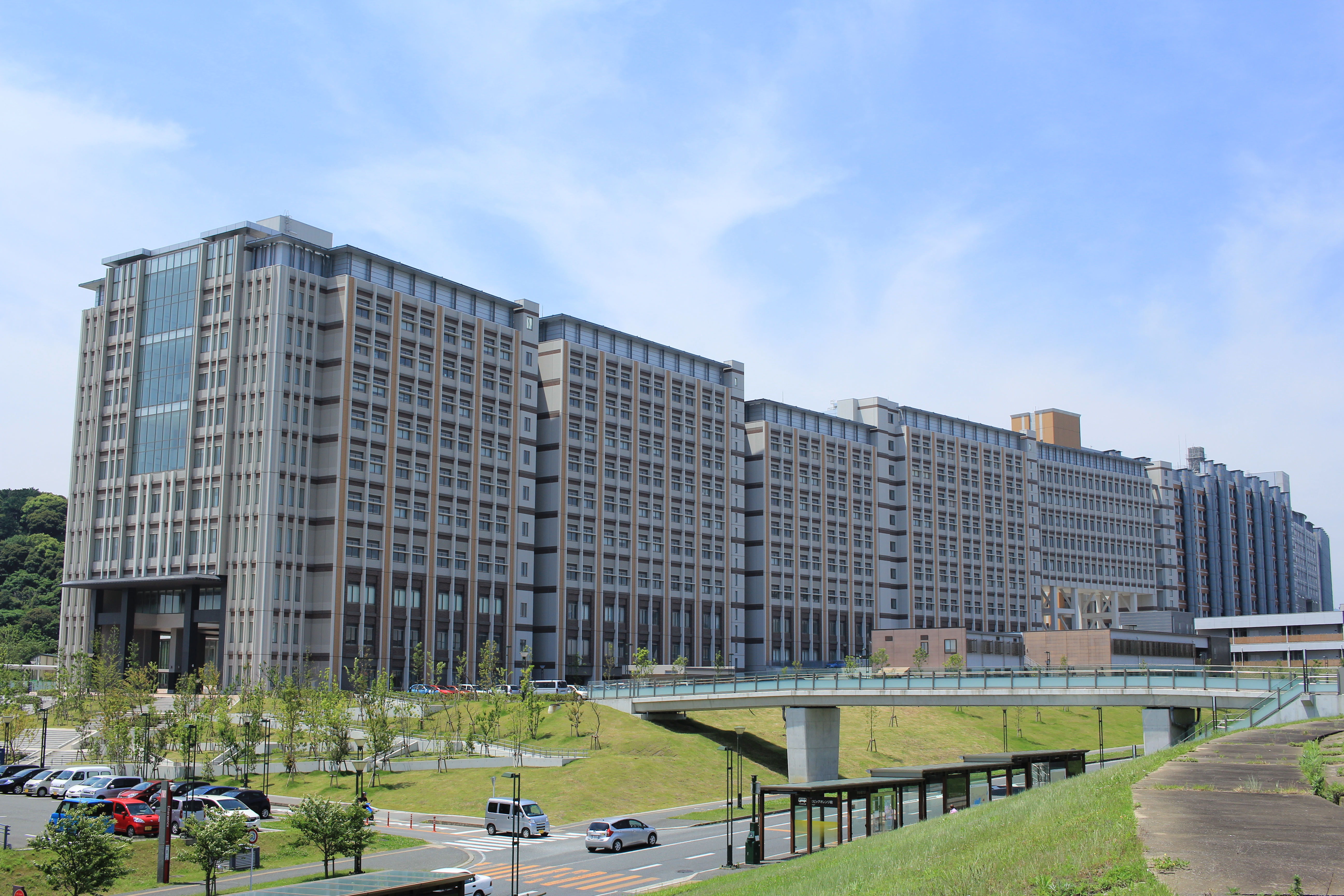
ウエスト1号館

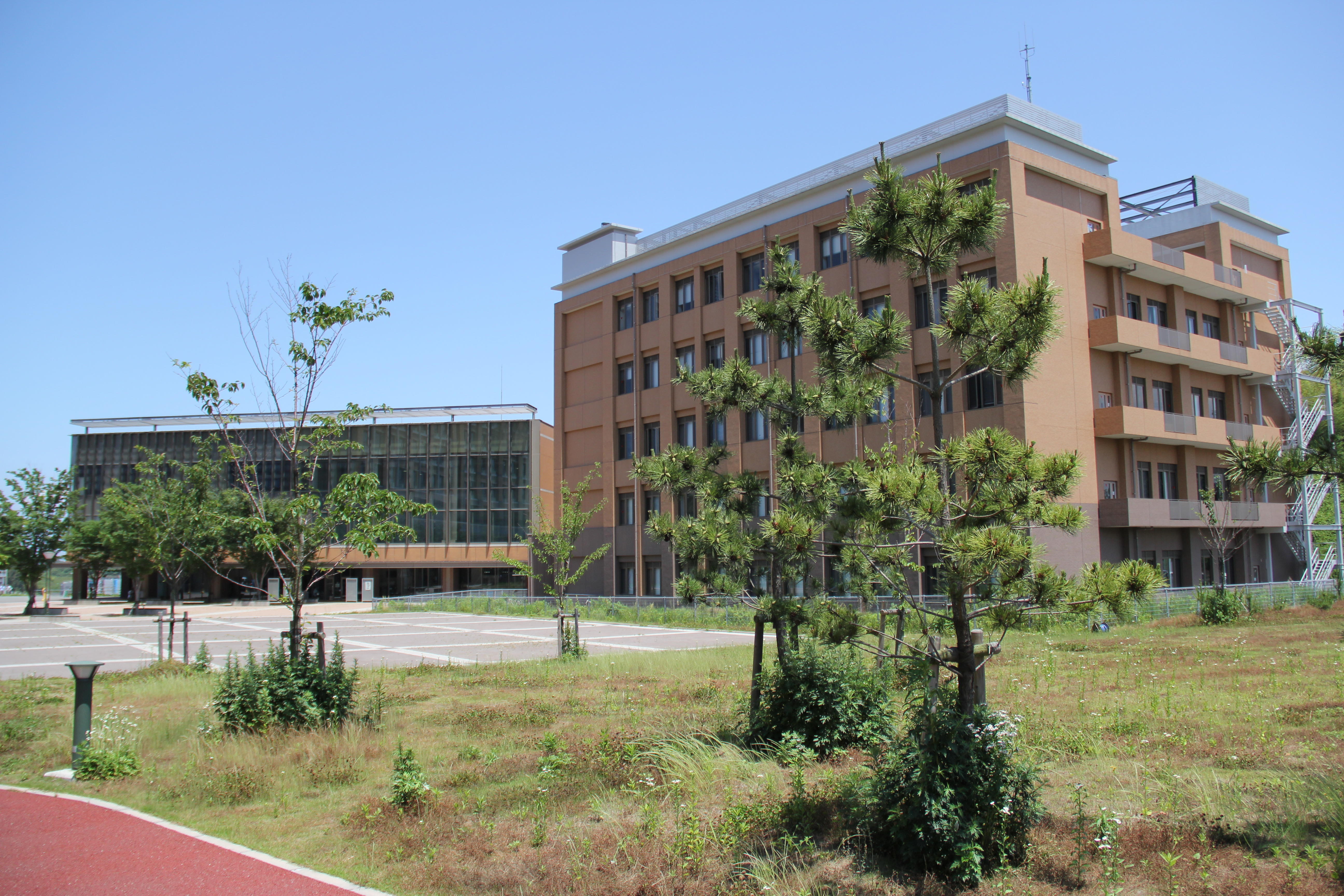
左：九州大学理系図書館
右：数理学研究教育棟として使われていた現在の情報基盤研究開発センター

九州大学大学院数理学研究院（きゅうしゅうだいがくだいがくいんすうりがくけんきゅういん、英称:Faculty of Mathematics）は、九州大学大学院に設置される研究科以外の研究組織の一つであり教員が所属する。九州大学大学院数理学府（きゅうしゅうだいがくだいがくいんすうりがくふ、英称:Graduate School for Mathematics）は九州大学大学院に設置される研究科以外の教育組織の一つであり大学院生が所属する。
独立大学院であり、学部教育は理学部数学科で行われている。

## 沿革
- 1919年（大正8年） - 九州帝国大学工学部に数学および力学1講座を設置[1]。
- 1939年（昭和14年） - 九州帝国大学に理学部が設置[2]され、そこに数学2講座を設置[1]。
- 1942年（昭和17年） - 理学部数学科が発足[1]。
- 1953年（昭和28年） - 大学院理学研究科数学専攻と工学研究科応用物理学専攻が設置される[1]。
- 1994年（平成6年） - 理学部数学科の9講座、工学部応用理学教室の4講座、教養部数学教室の教官が母体となり、独立大学院である数理学研究科が発足[1]。
- 2000年（平成12年） - 大学院重点化を完了。大学院数理学研究科を大学院数理学研究院、大学院数理学府に改組[1]。
- 2009年（平成21年） - 箱崎・六本松地区から伊都地区の数理学研究教育棟（情報基盤研究開発センター移転予定地）へ仮移転。
- 2011年（平成23年） - マス・フォア・インダストリ研究所が設立される。
- 2015年（平成27年） - ウエスト1号館へ移転。

## 組織

### 数理学研究院
- 代数幾何部門
- 解析部門

### 数理学府
- 数理学専攻

## 出身者
- 井元清哉 - 生命情報科学、東京大学医科学研究所副所長、厚生労働省医療統計参与
- 佐藤尚宜 - 数理情報科学、大阪工業大学教授、九州大学マス・フォア・インダストリ研究所(IMI)客員教員